# Julius-Deutsch-Hof

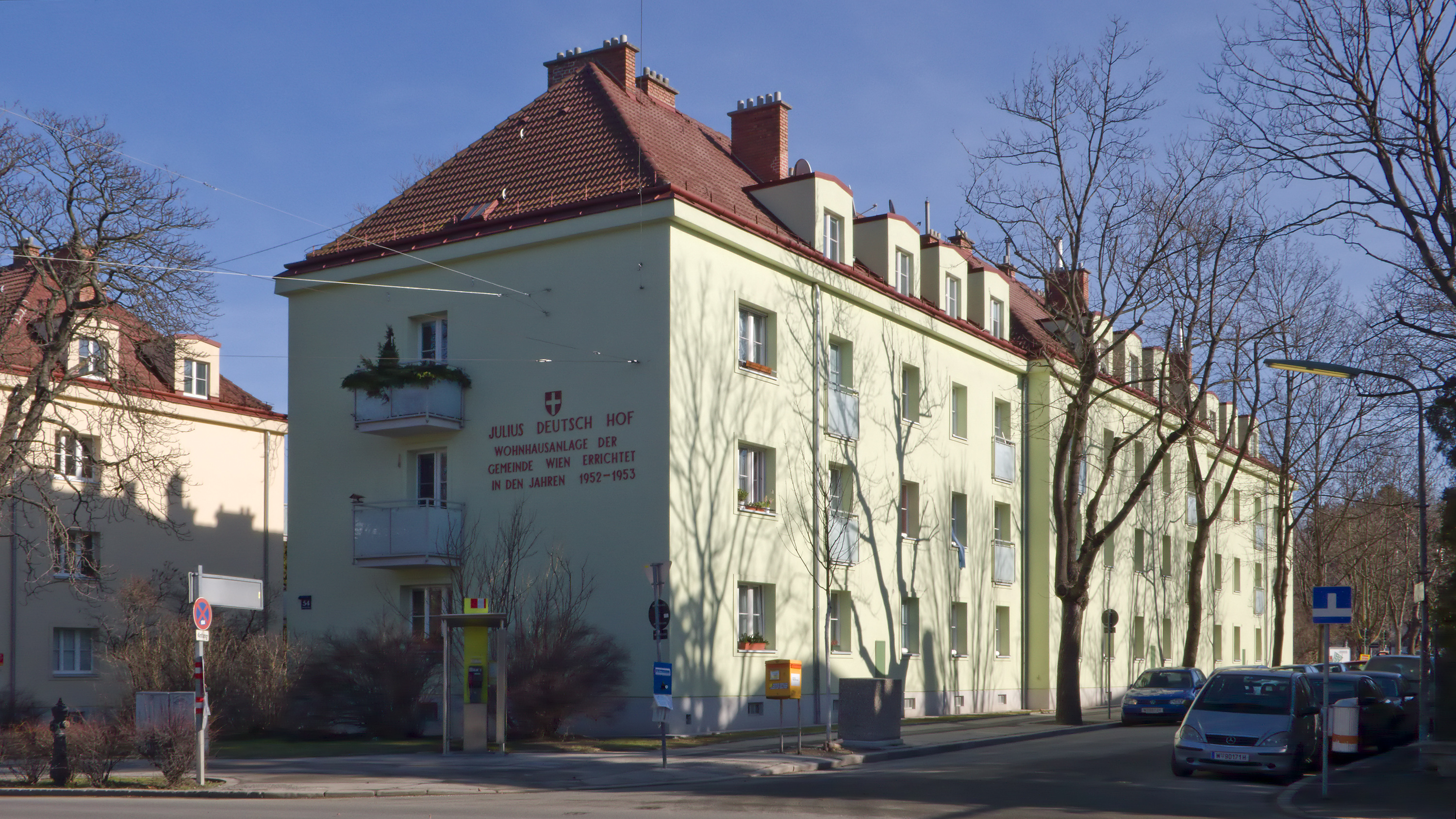
Julius-Deutsch-Hof, Stiegen 1 – 3

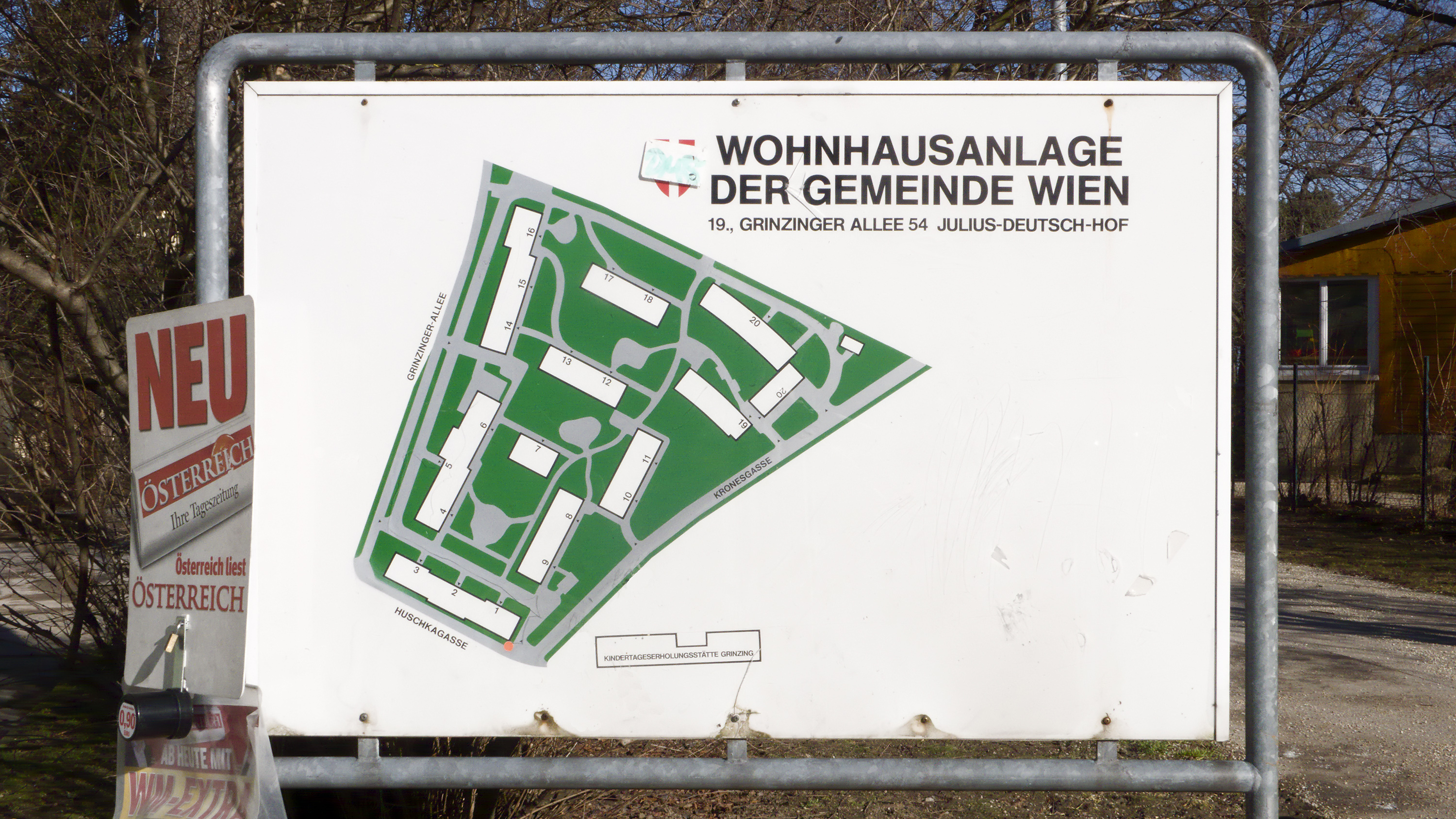
Übersichtstafel

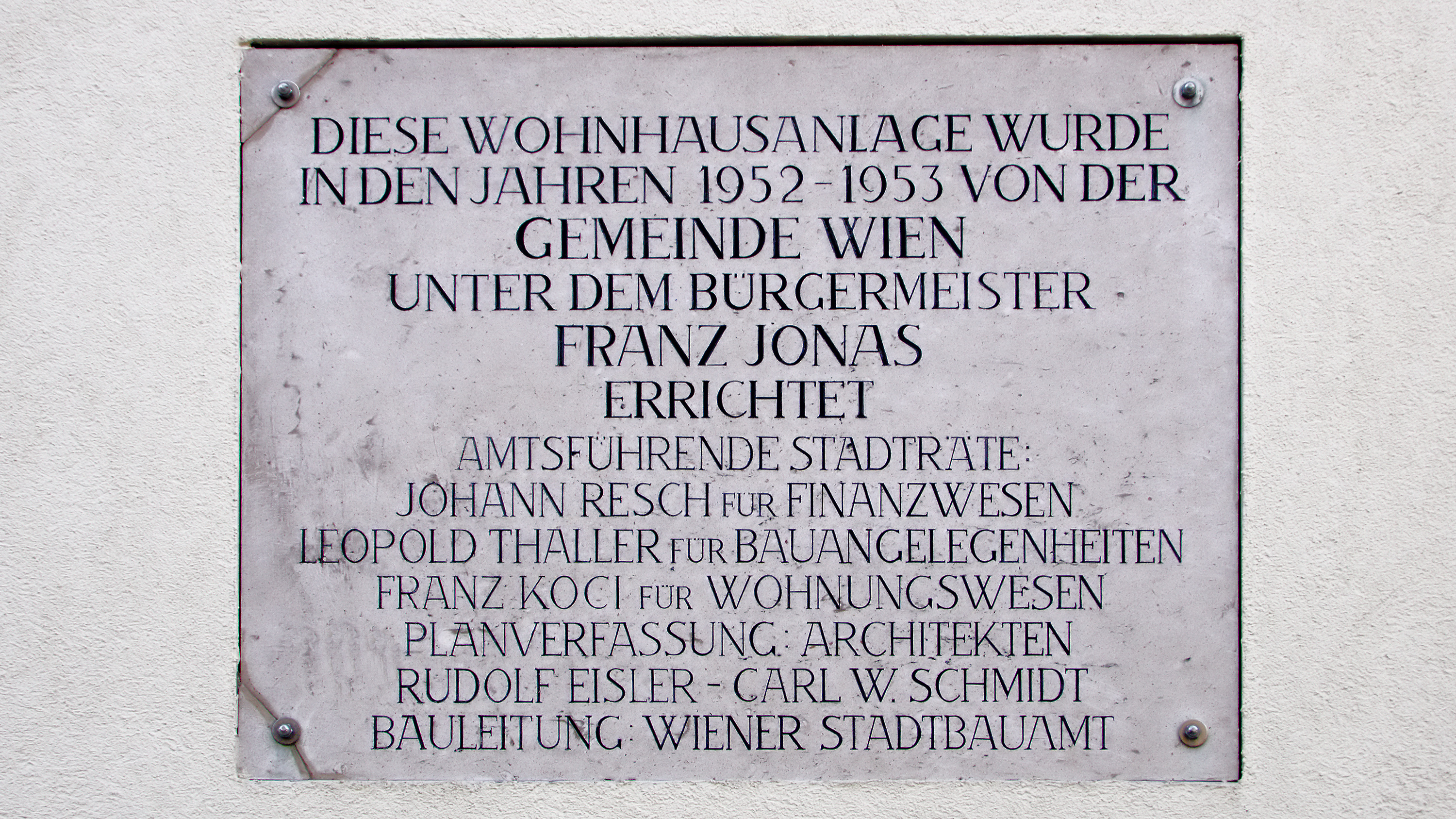
Inschrift in der Anlage

Der Julius-Deutsch-Hof ist ein Gemeindebau im 19. Wiener Gemeindebezirk Döbling (Katastralgemeinde Grinzing). Er wurde zwischen 1952 und 1953 nach Plänen der Architekten Rudolf Eisler und Carl Wilhelm Schmidt errichtet und umfasst 210 Wohnungen.

## Lage
Der Julius-Deutsch-Hof liegt am westlichen Abhang des Hungerbergs und wird an der Westseite von der Grinzinger Allee begrenzt. Im Süden reicht die Wohnhausanlage bis an die Huschkagasse heran, im Osten wird der Gemeindebau von der Kronesgasse begrenzt. Im Norden trennt eine Villa sowie zwei Wohnhäuser den Julius-Deutsch-Hof von zwei Gemeindebauten in der Grinzinger Straße 2.

## Geschichte
Anfang der 1950er Jahre wurden am Rand des Weinbauortes Grinzing mehrere Wohnhausanlagen der Gemeinde Wien errichtet, wobei die Wohnhausanlage in der Grinzinger Allee 54 als erste große Wohnanlage in diesem Gebiet erbaut wurde. Zwischen 1953 und 1954 folgte eine weitere Wohnhausanlage mit zwei Gebäuden in der Grinziger Straße 49 (18 Wohnungen), danach wurde zwischen 1954 und 1956 der großflächige Anton-Proksch-Hof mit 398 Wohnungen in der Grinzinger Straße 54 errichtet. Schließlich folgten zwischen 1955 und 1957 zwei weitere Gebäude in nächster Nähe des Julius-Deutsch-Hof, wobei die beiden Gebäude in der Grinzinger Straße 2 30 Wohnungen beherbergen. Als letzte Wohnhausanlage in diesem Gebiet erfolgte der Bau von 85 Wohnungen An den langen Lüssen 17-27. 
Die Wohnhausanlage wurde nach dem Tod des österreichischen Politikers Julius Deutsch (1884–1968) nach diesem benannt.

## Bauwerk
Die Wohnhausanlage des Julius-Deutsch-Hofes besteht aus zehn Baukörpern, die auf einer parkähnlichen Anlage verteilt wurden. Die an der Grinzinger Alle errichteten Gebäude in zweistöckiger Bauweise repräsentieren dabei die zeittypische Architektur. Sie wurden mit französischen Fenstern, Balkonen und Loggien ausgeführt. Auf dem Gelände finden sich jedoch auch zwei einstöckige Bauten mit geschwungenem Grundriss, wobei die Zugänge zu den einzelnen Wohnungen in traditioneller Pawlatschen-Bauweise ausgeführt wurden. Zudem verfügt der Julius-Deutsch-Hof über ebenerdige Wohneinheiten mit individuellen Zugängen. 
Ein Bauwerk an der Grinzinger Allee wurde von Alfons Lone mit dem Relief „Familie“ geschmückt. Zudem schuf der Bildhauer Hubert Wilfan einen Brunnen, den er mit Mosaiken und Plastiken in Form von Affen und einer Schildkröte ausgestaltete. 

## Bilder

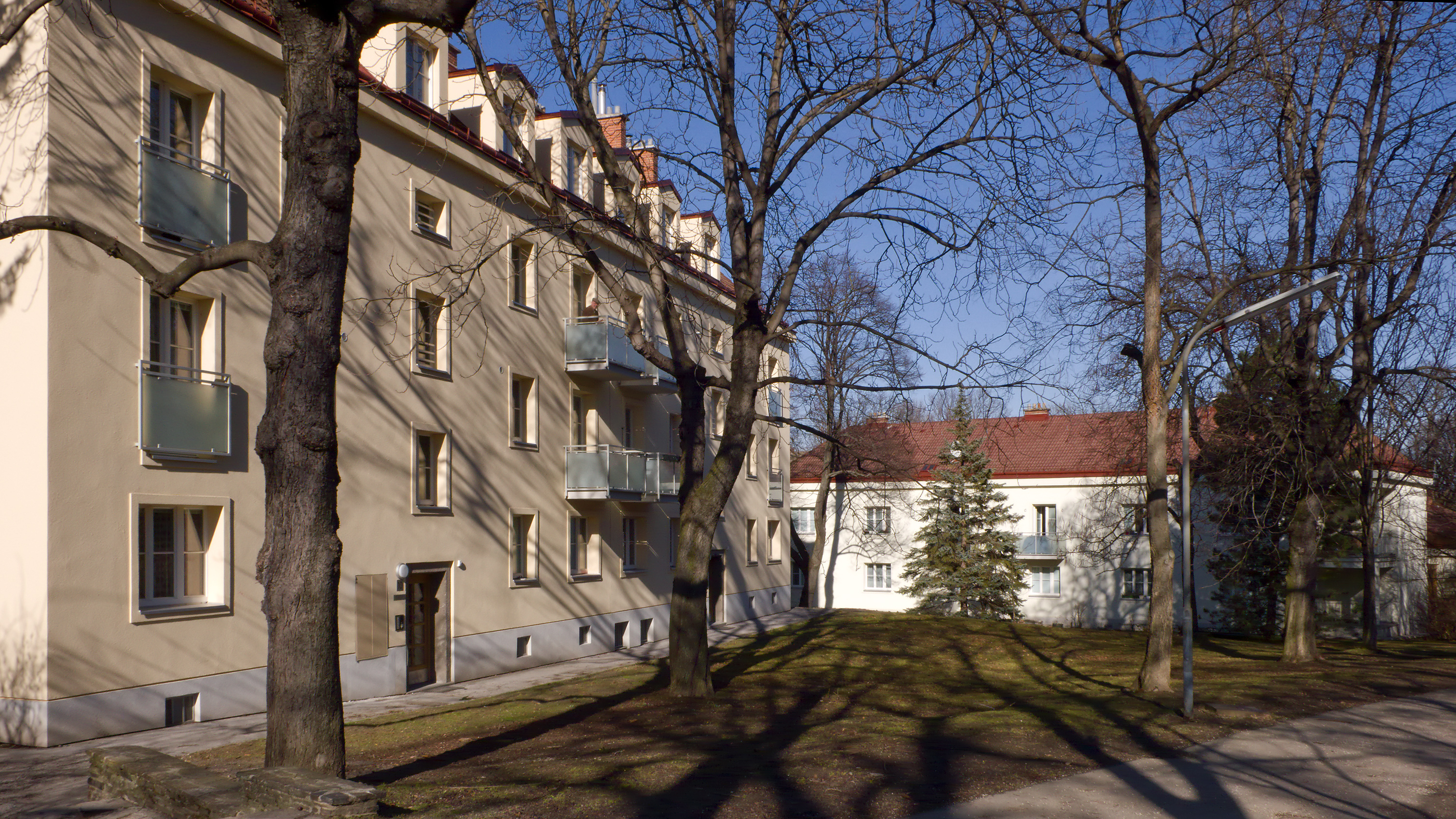
Stiegen 10 – 11, hinten Stiege 19
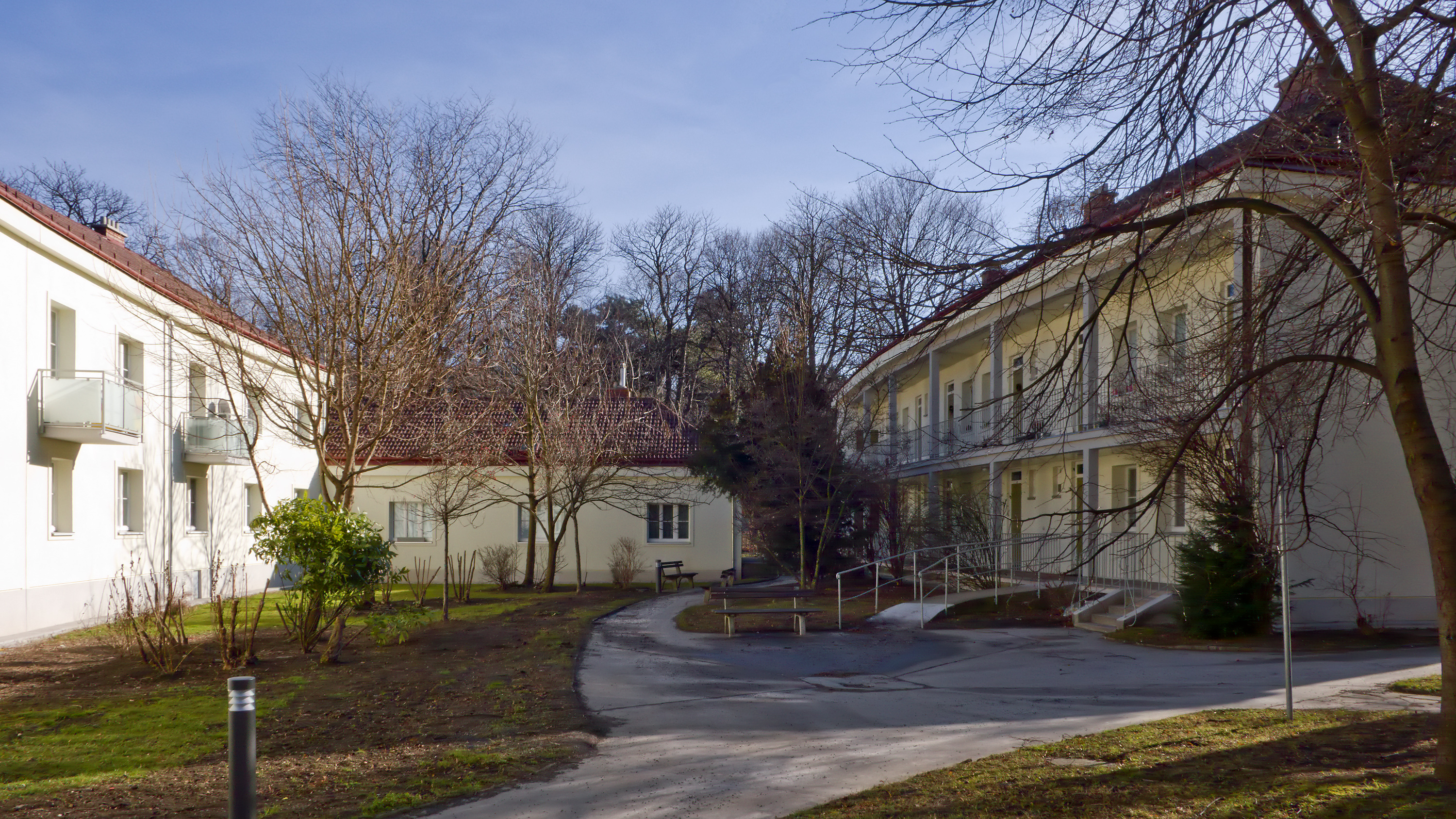
Stiegen 20 (links) und 19 (rechts)
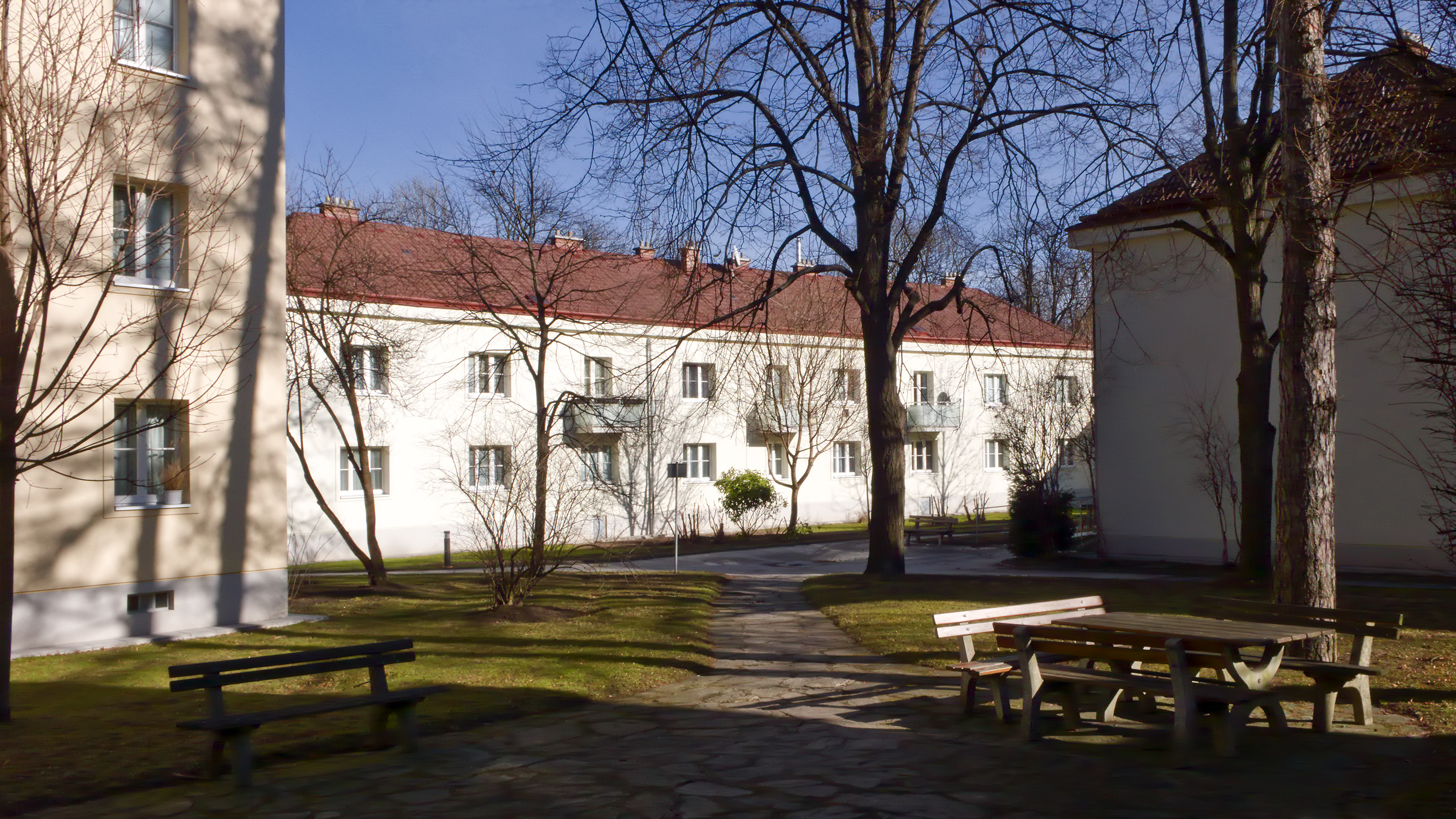
Stiege 20 (Mitte)
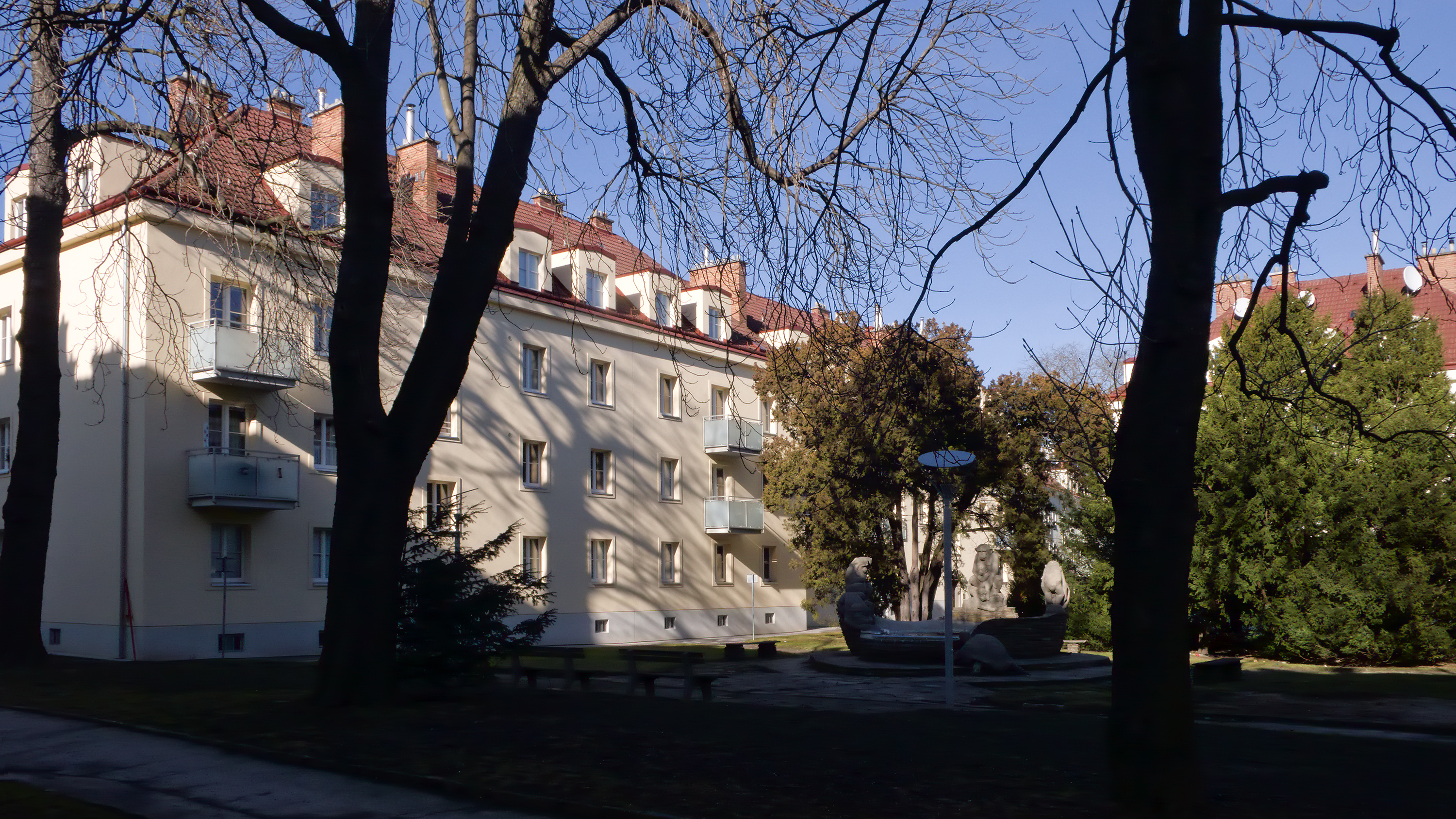
Stiegen 4 – 6 und Brunnen
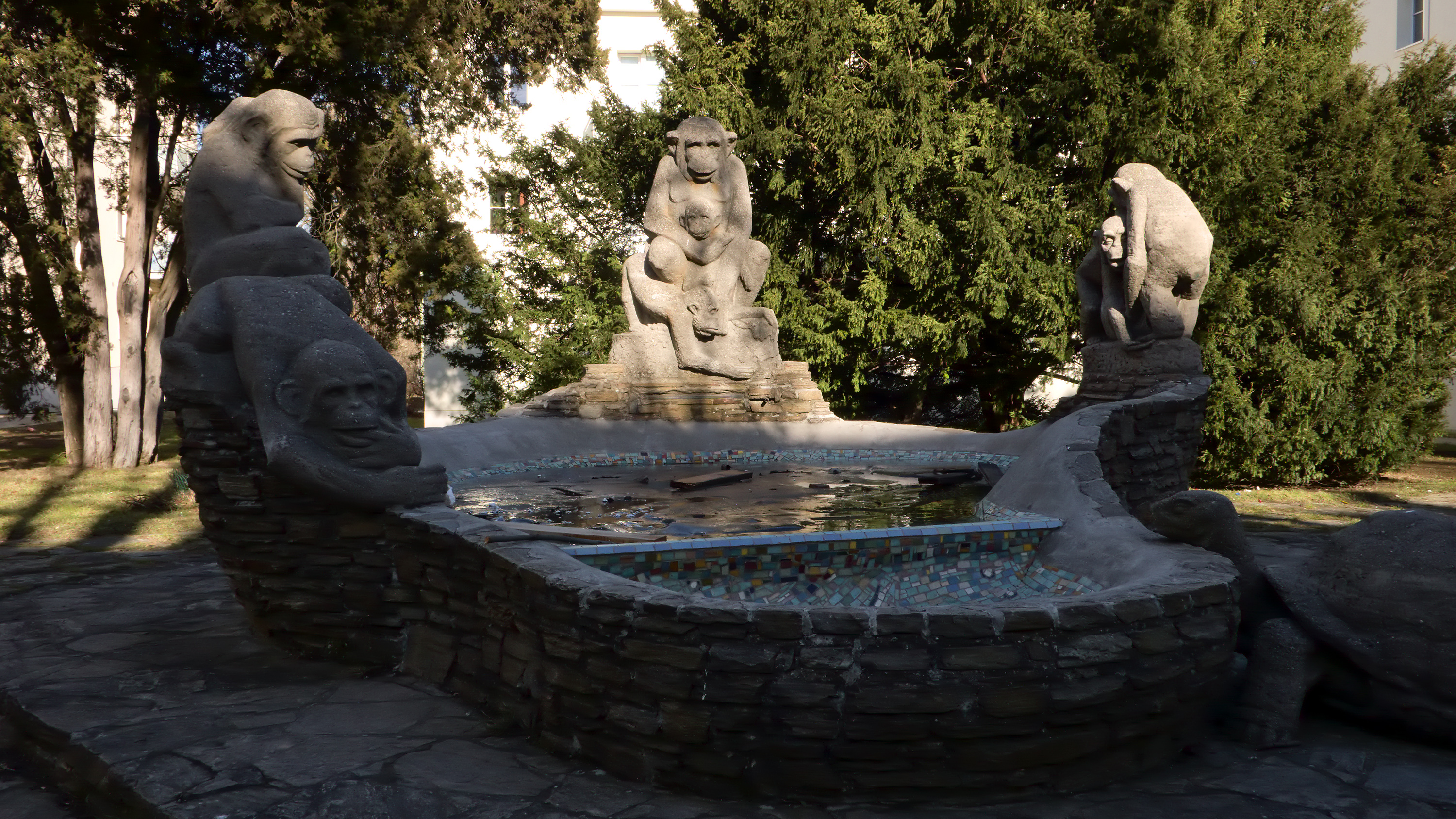
Brunnen in der Anlage
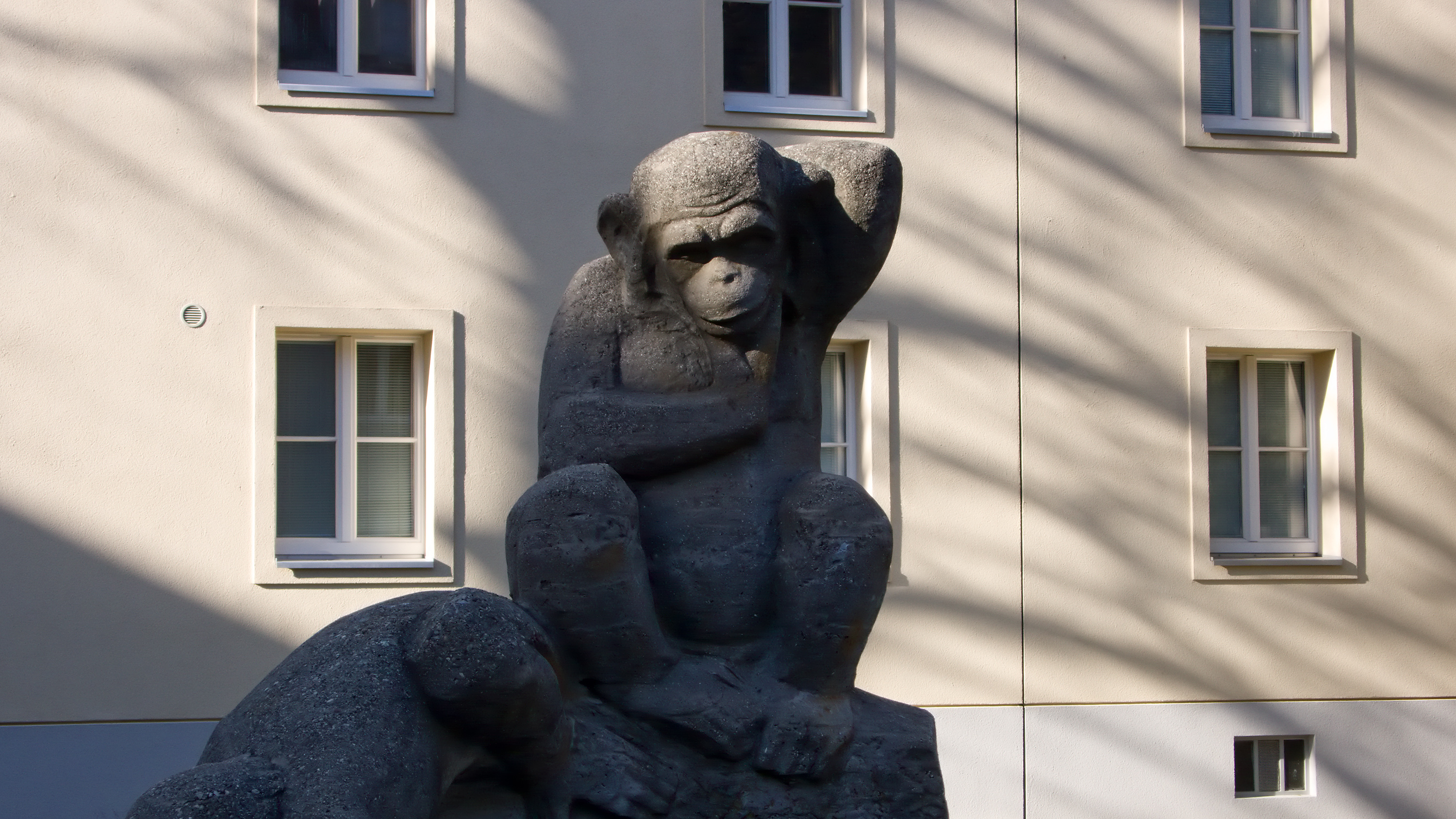
Brunnen, Detail
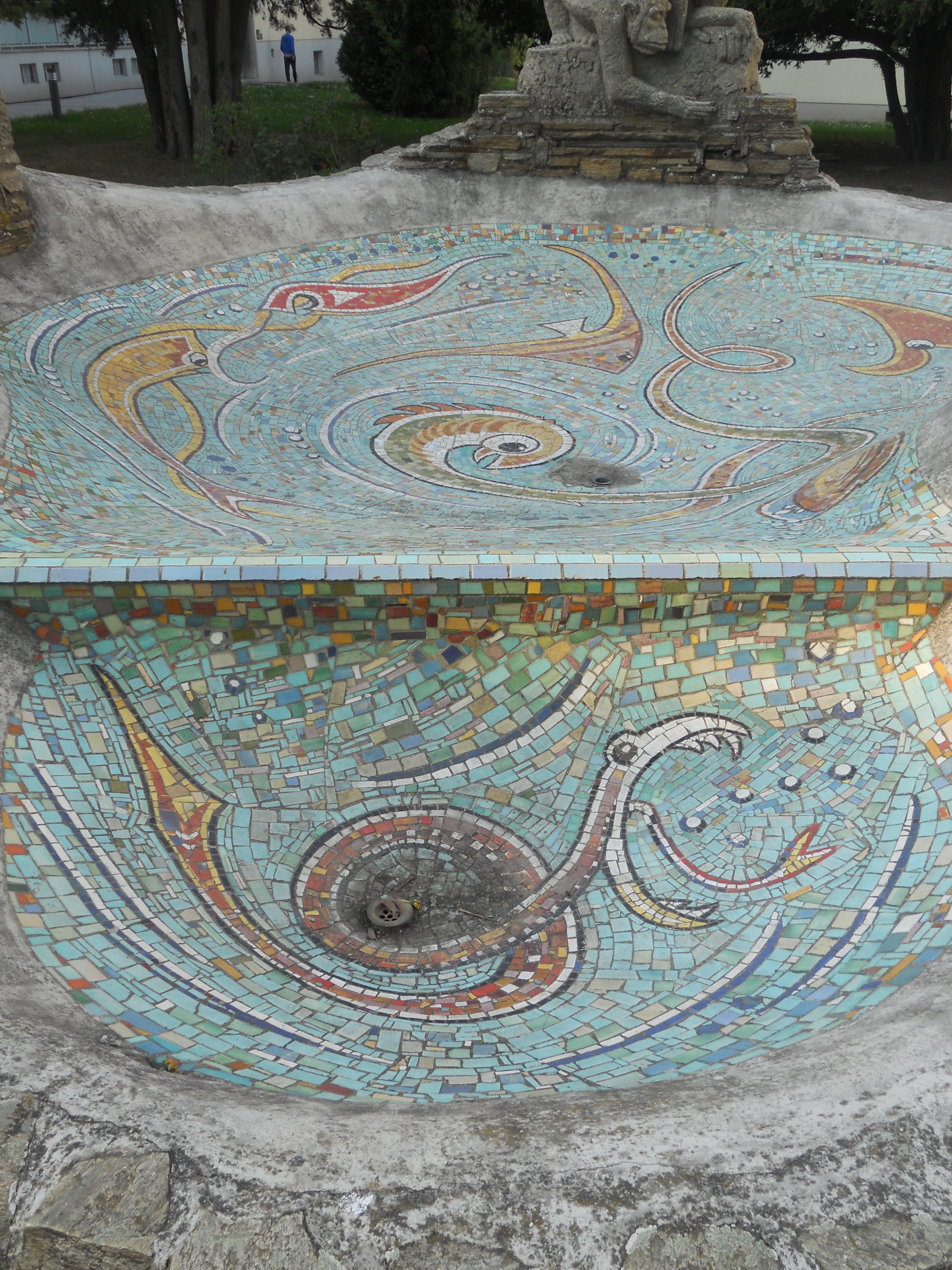
Brunnen, mosaizierte Schale